# موآبیت
موابیت (به آلمانی: Berlin-Moabit) یک منطقهٔ مسکونی در آلمان است که در Mitte واقع شده‌است. موابیت ۶۹٬۰۵۲ نفر جمعیت دارد.

## ندامتگاه موابیت
ندامتگاه موابیت در سال ۱۸۴۹ ساخته شد. این زندان اولین زندان با الگوی سلول انفرادی در دوران پروس بود. با به قدرت رسیدن نازی ها این زندان محل حبس مخالفان رژیم شد. ساختمان این زندان در جنگ جهانی دوم به دشت آسیب دید و سال ۱۹۵۵ تخریب شد. این زندان در حال حاضر جز آثار حفاظت شده تاریخی است. همچنین این زندان محل نگهداری زندانیان مردی است که دادرسی آنها هنوز در جریان است و به صورت موقت بازداشت شده اند. این زندان ظرفیت ۱۱۰۰ زندانی را دارد.